# Транспорт Фарерських Островів
Транспорт Фарерських Островів представлений автомобільним , повітряним , водним (морським) , у населених пунктах  та у міжміському сполученні діє громадський транспорт пасажирських перевезень. Площа країни дорівнює 1 393 км² (183-тє місце у світі). Форма території країни — архіпелажна витягнута в меридіональному напрямку; максимальна дистанція з півночі на південь — 110 км, зі сходу на захід — 72 км. Географічне положення Фарерських Островів дозволяє країні контролювати морські та повітряні транспортні шляхи в Північній Атлантиці між країнами Північної Європи та Північної Америки; морський прохід між акваторіями Атлантичного і Північного Льодовитого океанів (Норвезьке море).

## Автомобільний
Загальна довжина автошляхів на Фарерських Островах, станом на 2015 рік, дорівнює 960 км (197-ме місце у світі).

## Повітряний
У країні, станом на 2013 рік, діє 1 аеропорт (217-те місце у світі), з них 1 із твердим покриттям злітно-посадкових смуг і Аеропорти країни за довжиною злітно-посадкових смуг розподіляються наступним чином (у дужках окремо кількість без твердого покриття):
- від 8 тис. до 5 тис. футів (2437—1524 м) — 1 (0)[1].

У країні, станом на 2015 рік, зареєстровано (у Данії) 1 компанію авіаперевізника, яке оперує 3 повітряними суднами.
Фарерські Острови не є самостійним членом Міжнародної організації цивільної авіації (ICAO), інтереси країни в міжнародній організації представляє Данія. Згідно зі статтею 20 Чиказької конвенції про міжнародну цивільну авіацію 1944 року, Міжнародна організація цивільної авіації для повітряних суден країни, станом на 2016 рік, закріпила реєстраційний префікс — OY-H, заснований на радіопозивних, виділених Міжнародним союзом електрозв'язку (ITU).

## Водний

### Морський
Головні морські порти країни: Фуглафйордур, Торсгавн, Вагур.
Морський торговий флот країни, станом на 2010 рік, складався з 37 морських суден з тоннажем більшим за 1 тис. реєстрових тонн (GRT) кожне (79-те місце у світі), з яких: суховантажів — 20, танкерів для хімічної продукції — 7, контейнеровозів — 2, вантажно-пасажирських суден — 3, рефрижераторів — 3, ролкерів — 2.
Станом на 2010 рік, кількість морських торгових суден, що ходять під прапором країни, але є власністю інших держав — 28 (Ісландії — 4, Норвегії — 13, Швеції — 11).

## Державне управління
Данія здійснює управління транспортною інфраструктурою залежної країни через міністерство транспорту, будівництва та житла. Станом на 30 листопада 2016 року міністерство в уряді Ларса Люкке Расмусена очолював Оле Бірк Олесен.

### Українською
- Атлас. 10-11 клас. Економічна і соціальна географія світу / упорядники :  О. Я. Скуратович, Н. І. Чанцева. — К. : ДНВП «Картографія», 2010. — ISBN 978-966-475-639-3.
- Атлас світу / голов. ред. І. С. Руденко ; зав. ред. В. В. Радченко ; відп. ред. О. В. Вакуленко. — К. : ДНВП «Картографія», 2005. — 336 с. — ISBN 9666315467.
- Безуглий В. В. Економічна і соціальна географія зарубіжних країн : Навчальний посібник. — К. : ВЦ «Академія», 2007. — 704 с. — ISBN 978-966-580-239-6.
- Безуглий В. В., Козинець С. В. Регіональна економічна і соціальна географія світу : Навчальний посібник. — видання 2-ге, доп., перероб. — К. : ВЦ «Академія», 2007. — 688 с. — ISBN 966-580-144-9.
- Дахно І. І. Країни світу: Енциклопедичний довідник / І. І. Дахно, С. М. Тимофієв. — К. : Мапа, 2011. — 606 с. — (Бібліотека нового українця) — ISBN 978-966-8804-23-6.
- Дахно І. І. Економічна географія зарубіжних країн : навчальний посібник. — К. : Центр учбової літератури, 2014. — 319 с. — ISBN 978-611-01-0682-5.
- Дорошенко В. І. Географія транспорту : Навчальний посібник / В. І. Дорошенко, К. Д. Діденко. — К. : Київський нац. ун-т ім. Т. Шевченка, 2010. — 183 с. — ISBN 978-966-439-329-1.
- Дубович І. А. Країнознавчий словник-довідник. — 5-те вид., перероб. і доп. — К. : Знання, 2008. — 839 с. — ISBN 978-966-346-330-8.
- Економічна і соціальна географія країн світу : Навчальний посібник / За ред. С. П. Кузика. — Л. : Світ, 2002. — 672 с. — ISBN 966-603-178-7.
- Зарубіжна транспортна географія : навчальний посібник / уклад. : Петрашевський О. Л. и др. — К. : Національний транспортний університет, 2015. — 95 с. — ISBN 978-966-632-227-5.
- Юрківський В. М. Регіональна економічна і соціальна географія. Зарубіжні країни : Підручник. — К. : Либідь, 2001. — 416 с. — ISBN 966-06-0092-5.

### Англійською
- (англ.) Modern Transport Geography / Hoyle, B. and R. Knowles (eds). — Second Edition,. — London : Wiley, 1998.
- (англ.) Rodrigue, J-P. The Geography of Transport Systems. — Fourth Edition. — N. Y. : Routledge, 2017. — 440 с. — ISBN 978-1138669574.
- (англ.) Taaffe E. J., Gauthier H. L. and O'Kelly M. E. Geography of transportation. — Second Edition. — N. Y. : Prentice Hall, 1996. — ISBN 0-13-368572-1.
- (англ.) Black, W. Transportation: A Geographical Analysis. — N. Y. : Guilford, 2003.

### Російською
- (рос.) Максаковский В. П. Географическая картина мира. Книга I: Общая характеристика мира. — М. : Дрофа, 2008. — 495 с. — ISBN 978-5-358-05275-8.
- (рос.) Максаковский В. П. Географическая картина мира. Книга II: Региональная характеристика мира. — М. : Дрофа, 2009. — 480 с. — ISBN 978-5-358-06280-1.
- (рос.) Физико-географический атлас мира. — М. : Академия наук СССР и главное управление геодезии и картографии ГГК СССР, 1964. — 298 с.
- (рос.) Шаповал Н. С. Транспортная география и транспортные системы мира : учебное пособие. — К. : Центр учбової літератури, 2006. — 188 с. — ISBN 000-0000-00-4.
- (рос.) Экономическая, социальная и политическая география мира. Регионы и страны / под ред. С. Б. Лаврова, Н. В. Каледина. — М. : Гардарики, 2002. — 928 с. — ISBN 5-8297-0039-5.
- (рос.) Энциклопедия стран мира / глав. ред. Н. А. Симония. — М. : НПО «Экономика» РАН, отделение общественных наук, 2004. — 1319 с. — ISBN 5-282-02318-0.